# Listrocerum aeolis
Listrocerum aeolis är en skalbaggsart som först beskrevs av Thomson 1857.  Listrocerum aeolis ingår i släktet Listrocerum och familjen långhorningar.
Artens utbredningsområde är:
- Kenya.
- Moçambique.
- Zimbabwe.

Inga underarter finns listade i Catalogue of Life.